# Microchilo griseofuscalis
Microchilo griseofuscalis là một loài bướm đêm trong họ Crambidae.